# Culicoides circumscriptus
Culicoides circumscriptus är en tvåvingeart som beskrevs av Jean-Jacques Kieffer 1918. Culicoides circumscriptus ingår i släktet Culicoides och familjen svidknott. Inga underarter finns listade i Catalogue of Life.